# Кацпер Тобіаш
Кацпер Тобіаш (пол. Kacper Tobiasz, нар. 4 листопада 2002, Плоцьк, Польща) — польський футболіст, воротар клубу «Легія» та молодіжної збірної Польщі.

## Ігрова кар'єра

### Клубна
Кацпер Тобіаш починав займатися футболом в академії столичного клубу «Легія». У 2021 році Тобіаш був внесений до заявки першої команди на чемпіонат країни. Але в лютому 2022 року він відправився в оренду у клуб Другої ліги «Стоміл» (Ольштин), де й дебютував на дорослому рівні.
Після повернення з оренди перед початком сезону 2022/23 Тобіаш повернувся до «Легії», де забронював за собою місце основного воротаря.

### Збірна
У листопаді 2021 року у товариському матчі проти команди Румунії Кацпер Тобіаш дебютував у молодіжній збірній Польщі.

## Титули і досягнення
- Чемпіон Польщі (1):

«Легія»: 2020–21
- Володар Кубка Польщі (2):

«Легія»: 2022–23, 2024–25
- Володар Суперкубка Польщі (2):

«Легія»: 2023, 2025